# 佐藤睦
佐藤 睦（さとう むつみ、1990年9月3日- ）は、日本の女優。岐阜県出身。オフィス・ルード所属。

## 人物
- 小中学校のあだ名はむっちー
- 3人きょうだいの次女（姉と弟がいる[1]）。高校卒業後に上京し、日活芸術学院第35期俳優科を卒業。
- 趣味・特技はバレーボール、油絵。
- 高校の同級生に桜木梨奈がいる[2]。

## 出演

### 映画
- 「戦慄迷宮3D THE SHOCK LABYRINTH」清水崇監督
- 「さんかく」（2010年、日活）吉田慧輔監督　化粧品店員役
- 「学校裏サイト　ホラー・ゲーム」（2012年、ジョリー・ロジャー）遊山直奇監督　霞見果歩役
- 「ヴァージン　10代篇・くちばっか」（2012年、渋谷プロダクション）今泉力哉監督　主演・中村翠役
- 「2ちゃんねるの呪い Vol.8　怪人アンサー」（2012年、ジョリー・ロジャー）遊山直奇監督　鳥山和子役
- 「1人のダンス」（2018、すねかじりSTUDIO）安楽涼監督　ケイ役

### ドラマ
- NTV「にぃにのことを忘れないで」
- TBS「明日もまた生きていこう」
- NHK 連続テレビ小説「半分、青い。」
- NTV「バベル九朔」

### 舞台
- 「女の平和」（2011年、ネルケプランニング）演出：江本純子　6番役　会場：俳優座劇場
- 「林檎ト大地ノ黙次録」（2012年、リジッター企画）演出：中島庸介　会場：中野ザ・ポケット

### CM・広告
- 「自殺予防支援団体/いのちのクリック」CM
- 「e-イヤホン/Final Audio Design」スチール
- 「観光庁/VISIT JAPAN2011」ポスター
- 「ソニー損保/愛を乗せている篇」CM
- 「ソニー損保/時代は変わっても篇」CM

### 雑誌
- 「an・an」（マガジンハウス）2011/7/11発売号